# 岐阜県道154号笠松墨俣線

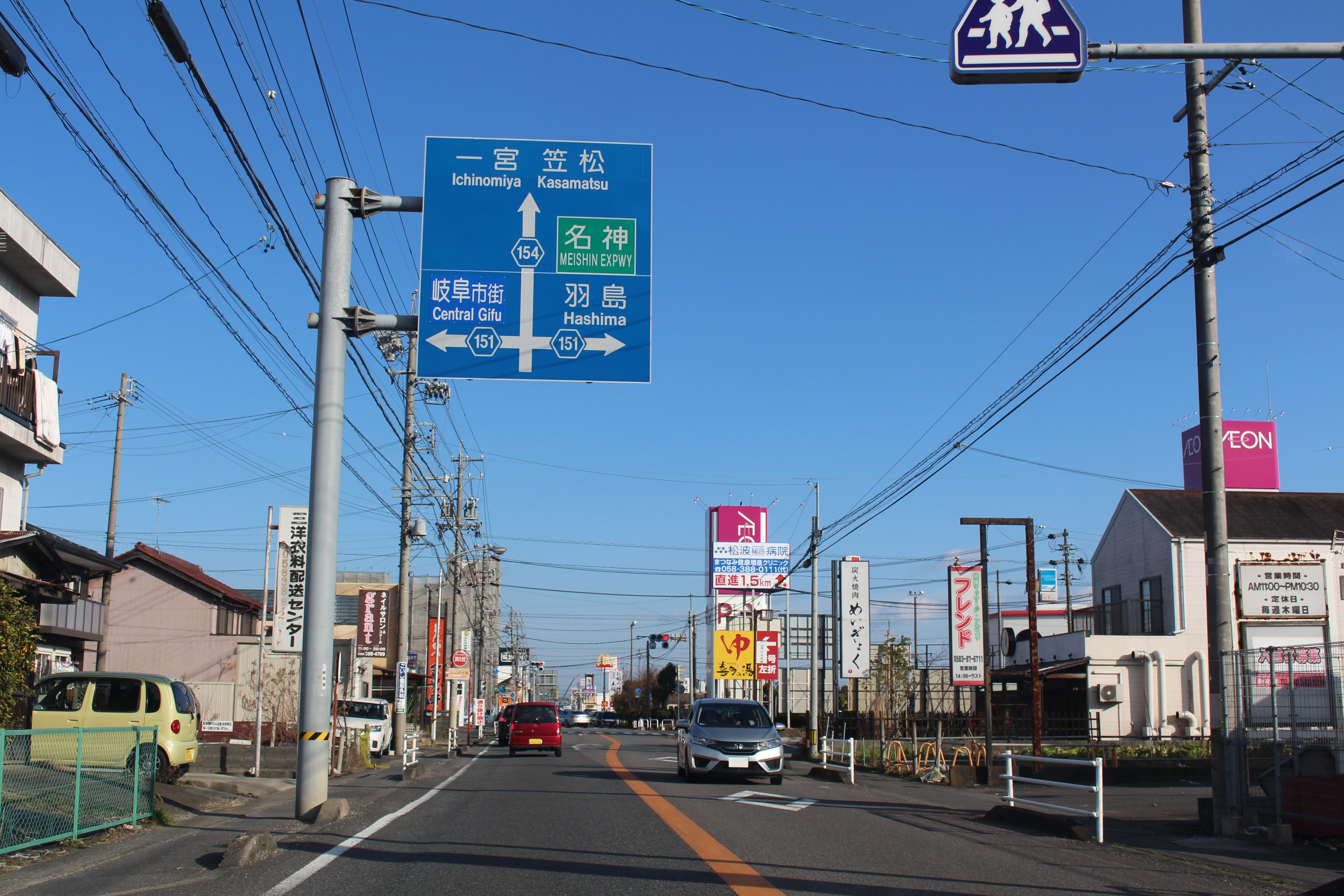
西側から望む笠松町本郷の岐阜県道151号岐阜羽島線との交差点

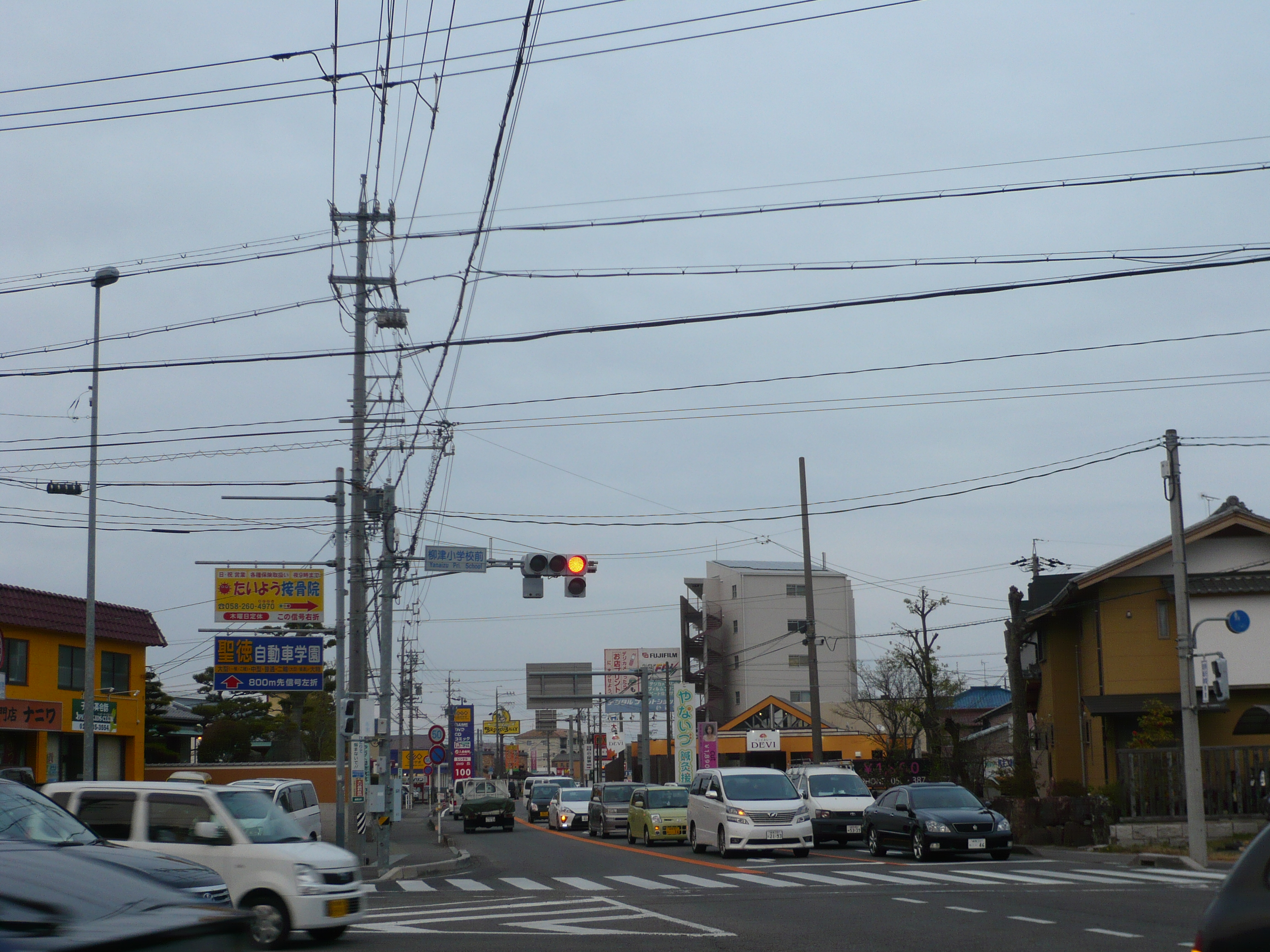
岐阜県道154号線。柳津小学校交差点より東を望む。

岐阜県道154号笠松墨俣線（ぎふけんどう154ごうかさまつすのまたせん）とは岐阜県羽島郡笠松町と岐阜県大垣市墨俣町を結ぶ一般県道（岐阜県道）である。

## 概要
羽島郡笠松町と大垣市墨俣町を結ぶ一般県道であるが、実質は岐阜市内で完結し、岐阜市柳津町を横断する県道である。両末端区間は笠松町、大垣市墨俣町には達しておらず、それぞれ別の県道を介して両市町につながる。岐阜県の平成16年度建設行政の概要によれば、起点は笠松町泉町の泉町東交差点（岐阜県道14号岐阜稲沢線交点）になっている。これは泉町東交差点が岐阜県道154号笠松墨俣線の南側に走る旧道の起点であったなごりと思われる。

### 路線データ
岐阜県法規集に基づく起終点は次のとおり。
- 起点：岐阜県羽島郡笠松町
- 終点：岐阜県大垣市墨俣町

両端の別県道を介する区間を除いた場合の起終点は次のとおり。
- 起点：岐阜県岐阜市柳津町栄町（栄町西交差点=岐阜県道14号岐阜稲沢線、岐阜県道183号正木岐阜線交点）
- 終点：岐阜県岐阜市茶屋新田4丁目（茶屋新田4交差点=岐阜県道31号岐阜垂井線交点）

起点側は岐阜県道14号岐阜稲沢線を介して約100mで笠松町につながる。終点側は岐阜県道31号岐阜垂井線を介して長良大橋を経由し、約1kmで大垣市墨俣町につながる。

## 歴史
- 2015年（平成27年）3月31日：岐阜市柳津町高桑東1丁目1番地先（流通センター1交差点） - 同市茶屋新田4丁目2番1地先（大脇2交差点）間の旧道（流通センター2交差点経由）が廃止され、この区間の経路はバイパス（流通センター交差点経由）のみとなる[2]。

## 路線状況

### 重複区間
- 岐阜県道183号正木岐阜線（岐阜市柳津町栄町・栄町西交差点 - 柳津町東塚・東塚4交差点）

かつては岐阜県道157号鶉羽島線と岐阜市柳津町流通センター1丁目・流通センター1交差点 - 柳津町流通センター2丁目・流通センター2交差点間で重複していたが、2015年（平成27年）3月31日の上記の経路変更により重複しなくなった。

### 主な橋
- 新境川橋（境川）

## 地理

### 通過する自治体
- 岐阜県
  - （羽島郡笠松町）
  - 岐阜市
  - （大垣市）

### 交差する道路
- 岐阜県道14号岐阜稲沢線（岐阜市柳津町栄町・栄町西交差点）
- 岐阜県道183号正木岐阜線（岐阜市柳津町栄町・栄町西交差点、柳津町東塚・東塚4交差点）
- 岐阜県道151号岐阜羽島線（岐阜市柳津町本郷4丁目・本郷交差点）
- 岐阜県道1号岐阜南濃線（岐阜市柳津町北塚・柳津小学校前交差点）
- 岐阜県道157号鶉羽島線（岐阜市柳津町流通センター1丁目・流通センター1交差点）
- 岐阜県道31号岐阜垂井線（岐阜市茶屋新田4丁目・茶屋新田4交差点）

### 沿線
商業施設
- イオン柳津店
- カラフルタウン岐阜

文教施設
- 岐阜県立羽島北高等学校
- 岐阜市立柳津小学校
- 岐阜聖徳学園大学羽島キャンパス
- 岐阜聖徳学園大学附属中学校
- 岐阜聖徳学園大学附属小学校
- 岐阜聖徳学園大学附属幼稚園

その他
- 岐阜流通センター
- 岐阜バス岐阜西営業所
- この他、沿線には様々な飲食店が集中している。